# Tom Neff

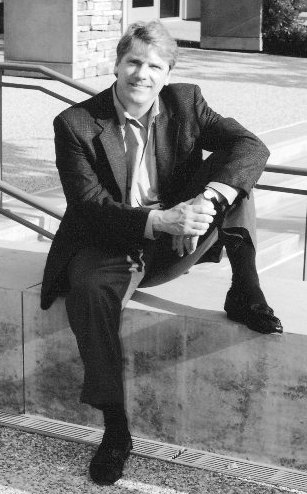
Tom Neff 2005

Tom Neff (* 1953 in Chicago, Illinois, eigentlich Thomas Linden Neff) ist ein US-amerikanischer Filmregisseur und -produzent.

## Leben
Neff studierte an der Lawrence University Englisch und schloss mit einem Bachelor of Arts ab. 1981 machte er seinen Master of Fine Arts an der USC School of Cinematic Arts. 1983 drehte er seinen ersten Langfilm Running Mates und gründete dafür die Produktionsfirma Horizon Films. Der Film wurde später von New World Pictures vertrieben. Es folgten Kurzdokumentarfilme, darunter Red Grooms: Sunflower in a Hothouse für den er zusammen mit Madeline Bell für den Oscar für den besten Kurz-Dokumentarfilm nominiert wurde und für den er seinen ersten Golden Eagle erhielt, einen Preis des Council on International Nontheatrical Events. Für Frederic Remington: The Truth of Other Days (1990) und Beatrice Wood: Mama of Dada (1992) erhielt er je einen weiteren. 1993 war er der erste US-Amerikaner, der den Goldenen Panda des Sichuan Television Festivals gewann.
In den 1990ern gründete er mit Diandra Douglas Wild Wolf productions, eine Produktionsgesellschaft in Culver City, die Dokumentarfilme erstellte. Zu den dortigen Werken zählen der vorgenannte Beatrice Wood: Mama of Dada sowie America’s Music: The Roots of Country (1996). Er gründete 1998 den Fernsehsender DOC: The Documentary Channel. Der Sender, der als erster US-amerikanischer Fernsehsender ausschließlich Dokumentationen sendete läuft im Dish Network und auf DirecTV.
Neff produzierte und schrieb eine 30-minütige Dokumentation über den Musiker Herb Alpert, den IMAX-Film Country Music: The Spirit of America (2003) sowie den Langfilm Chances: The Women of Magdalene (2006).
Neff war und ist in verschiedenen Fernsehorganisationen aktiv. So gehörte er dem Vorstand der International Documentary Association, dem  Tennessee Governor’s Film Advisory Board und dem Board of Directors of the Watkins College of Art&Design in Nashville an. Er war zudem Vorsitzender des Finanzausschusses des Belcourt Theater und stellvertretender Vorsitzender des Nashville Film Festivals. Er ist Mitglied in der Academy of Television Arts & Sciences und der Academy of Motion Picture Arts and Sciences.

## Lehre
Neff lehrte in den 1990ern an der School of Cinematic Arts Musikvideo-Produktion. Seine Studenten erstellten mit finanzieller Unterstützung von Arista Nashville und anderen Plattenfirmen Videos für Countrymusiker wie Radney Forster.
Neff lehrt an der Middle Tennessee State University in Murfreesboro, Tennessee.

## Filmografie
- 1985: Running mates
- 1986: Red Grooms: Sunflower in a Hothouse
- 1988: No Magic Bullets
- 1989: A Lady as Game as That
- 1994: Beatrice Wood: Mama of Dada
- 1996: America’s Music: The Roots of Country
- 1999: Louise Dahl-Wolfe: Painting with Light
- 2002: Pat Kerr: Wrapped in Royalty
- 2003: Herb Alpert: Music for Your Eyes
- 2003: Our Country
- 2006: Chances: The Women of Magdalene
- 2010–2012: Doc Talk (Fernsehserie, Drehbuchautor, Produzent)